# 福利 (密蘇里州)
福利（英語：Foley）是位於美國密蘇里州林肯縣的城市。

## 人口
根據2020年美國人口普查的數據，福利的面積為0.51平方千米，皆為陸地。當地共有人口89人，而人口密度為每平方千米175人。